# Emre Taşdemir
Emre Taşdemir [emre tašdemir] (* 8. srpna 1995, Yenimahalle, Turecko) je turecký fotbalový obránce a reprezentant. Od léta 2021 hraje v tureckém klubu Giresunspor, kde je na hostování z Galatasaraye.

## Reprezentační kariéra
Emre Taşdemir nastupoval za turecké mládežnické výběry od kategorie do 15 let.
V A-týmu Turecka debutoval 8. 6. 2015 v přátelském utkání v Istanbulu proti týmu Bulharska (výhra 4:0).